# Wo hast du nur die schönen blauen Augen her
Wo hast du nur die schönen blauen Augen her fragt der Kehrreim eines Foxtrotschlagers, den der Komponist Ralph Erwin Vogl unter seinem Künstlernamen Ralph Erwin als sein Opus 51 geschrieben hat. Den Text darauf dichtete der Librettist Robert Katscher. Das Lied erschien 1923 im Wiener Bohème-Verlag (Otto Hein), Berlin-Wien-New York.

## Hintergrund
Der Liedtext erzählt über drei Strophen hinweg von Max, einem „feinen Herren“, der „ein Milliardär“ war und „all sein Geld“ verlor, nicht aber seinen Charme, den „marineblauen Blick“, weswegen er noch immer für die Frauen anziehend wirkt. Wie zum Beweis dafür, dass er, wenn „sein Blick auch etwas getrübt“, noch immer „weiss, wie man Frau'n betören kann“, singt er den Refrain
Wo hast du denn die schönen blauen Augen her,

So treu, so lieb, so rein?

Ich glaube fast, das sind schon keine Augen mehr,

Das müssen Sterne sein!

Wetten möcht' ich, diese blaue Pracht

Die ist nicht vom lieben Gott gemacht.

Es gibt ja nichts, das blau wie deine Augen wär'

Gesteh drum endlich ein.

Wo hast du nur die schönen blauen Augen her,

So treu, so lieb, so rein!
Davon aber, dass blaue Augen nicht nur als Sinnbild für Treue und Beständigkeit, sondern auch als Zeichen von Einfalt, ja Ahnungslosigkeit verstanden werden können, machten zeitkritische Schriftsteller wie Josef Maria Frank schon zur Entstehungszeit des Schlagers bewusst Gebrauch.

## Interpreten
Das Shimmylied wurde in Deutschland durch die Tenoristen Theo Lucas bei Vox, Walter Herrling bei Beka und Erich Zimmermann bei Odeon auf die Grammophonplatte gesungen. Als Tanzstück spielten es instrumental so bekannte Orchester wie Dajos Béla (unter seinem Zweitpseudonym Sándor Józsi), Bernard Etté, Marek Weber und Efim Schachmeister ein.
Mit Chorgesang nahm es der Kapellmeister Carl Woitschach bei Vox auf, ebenso die Hausorchester bei Homocord, Star Record und Isiphon. Auch der Kunstpfeifer Guido Gialdini, eine bekannte Größe im internationalen Varietégeschäft, machte von dem Titel eine Aufnahme. Für die Besitzer elektrischer Klaviere erschien er auch als Notenrolle im Handel.
In Österreich nahm der Chansonnier Jacques Rotter das Lied am 28. Jänner 1924 mit Orchesterbegleitung für Odeon A 306.779 (Matr. Ve 1130) auf.
In Amerika sang am 13. März 1924 der Tenor Adolf Engel den Schlager bei der Victor Talking Machine Company in New York auf die Grammophonplatte. Begleitet wurde er vom Victor Schrammel-Orchester unter der Leitung von Nathaniel Shilkret.

## Weiterwirken
Der rasch populär gewordene Liedtext, der deshalb auch zu parodistischer Verfremdung anregte, wurde bald auch in der zeitgenössischen Literatur zitiert, so z. B. von Alfred Döblin in seinem Reisejournal aus dem Jahre 1924, in welchem er von einem Besuch in Polen auf der Suche nach seinen jüdischen Wurzeln berichtet,
und von Rudolf Presber in seinem 1926 erschienenen Roman Haus Ithaka.
Siegfried Kracauer bemühte die Zeile in seinem Gesellschaftsroman Georg, den er zwar 1933 fertiggestellt hatte, der jedoch in Deutschland erst 1971, fünf Jahre nach seinem Tod, veröffentlicht wurde.
Der Liedtext wird auch noch in der neueren erzählenden Literatur zitiert, z. B. von Wilhelm Nolting-Hauff in seinem 1966 im Verlag Friedrich Trüjen erschienenen Roman Hinter dem Nichts.
Im selben Jahr zitiert ihn auch Josef Vital Kopp in seinem Roman Die Tochter Sions.
Ebenso ist er erwähnt auf S. 38 in dem nur 58 Seiten starken Erzählbändchen Till tollt immer noch von Ernst Behrends, das 1968 im Europäischen Verlag herauskam.
Wolfgang Kaftan erwähnt die Refrainzeile in seinen Erinnerungen eines Puppenspielers, die er unter dem Titel Als wärs kein Kopf aus Holz-- 1982 im Europäischen Verlag publizierte.
Zuletzt zitiert sie Martin Genahl in seinem 2014 im Emons-Verlag erschienenen, in der Zeit der Weimarer Republik spielenden Kriminalroman Der Tag an dem es Kapitalisten regnete.
Nach 1945 wurde das Lied noch von Marlene Dietrich und André Heller auf Langspielplatte gesungen. Auch das Orchester Hans Last nahm mit der Vokalgruppe Die Rosenkavaliere den Titel 1963 bei Polydor auf LP auf, ebenso 1964 bei Philips das Orchester Béla Sanders, das die „Rixdorfer Sänger“ begleitete, und 1966 das Gesangsduo „Kerry & Kaye“ mit dem Orchester des Komponisten Peter Thomas, der durch seine Musik zu der Zukunfts-Fernsehserie Raumpatrouille bekannt wurde.

## Notenausgaben
- Wo hast du nur die schönen blauen Augen her? Lied und Shimmy. Text von Dr. Robert Katscher. Musik von Ralph Erwin. Op. 51. Wiener Boheme Verlag (Otto Hein), Wien/ Berlin 1923. Verlags-Nr. W. B. V. 547.

- Wo hast du nur die schönen blauen Augen her? Lied und Shimmy. Text von Dr. Robert Katscher. Musik von Ralph Erwin. Op. 51. Gesang und Klavier. BMG UFA Musikverlage, Lief.-Nr. UFA14737

## Tondokumente
a) gesungen
- Wo hast du nur die schönen blauen Augen her? Lied und Shimmy (Ralph Erwin). Tenor Theo Lucas. Schallplatte „Grammophon“ 14 798 / B 42 079 (Matr. 1285 ax), aufgen. Berlin, Februar 1924[21]

- „Wo hast du nur die schönen blauen Augen her?“ Shimmy (Ralph Erwin) Bohème-Orchester mit Gesang [= Tenor Walter Herrling, Dirigent Johannes Lasowski]. Beka No. 32 255, aufgen. 11. Jänner 1924[22]

- Wo hast du nur die schönen blauen Augen her : Shimmy (Ralph Erwin) Tenor Erich Zimmermann mit Orchester C. Woitschach. Odeon 312.618 (Matr. xBe 3959), aufgen. Berlin, 22. November 1923

- „Wo hast du nur die schönen blauen Augen her …?“ Foxtrot (R. Erwin) Vox-Orchester mit Gesang. Leitung: Kapellmeister C. Woitschach. Vox 1579 (Matr. 2170 B)

- Wo hast du nur die schönen blauen Augen her? (Text von Rob. Katscher, Musik von Ralph Erwin) Homocord-Orchester mit Refraingesang. Homocord B. 1660 (Matr. M 17321-1) im wax A 1 4 24 ; C 24 B

- Wo hast du nur die schönen blauen Augen her? (Uhl) Isiphon-Blas-Orchester mit Refraingesang. Isiphon-Concert-Record 126 a (Matr. 6379*)[23]

- Wo hast du nur die schönen blauen Augen her ? Shimmy-Fox (Ralph Erwin) „Star“-Streich-Orchester mit Refraingesang. Star-Record Nr. 2019 (Matrizen-Nr. 7004)

b) instrumental
- Wo hast du nur die schönen blauen Augen her : Shimmy (Ralph Erwin) Kapelle Sándor Józsi. Odeon A 44 300 (Matr. xBe 3940), aufgen. Berlin, 14. November 1923

- Wo hast du nur die schönen blauen Augen her? Lied und Shimmy (Ralph Erwin). Efim Schachmeister mit seinem Künstler-Ensemble vom Pavillon Mascotte, Berlin. Schallplatte „Grammophon“ 19 158 / B 60 318 (Matr. 344 az)

- „Wo hast du nur die schönen blauen Augen her?“ Foxtrot (R. Erwin) Orchester Bernard Etté. Vox 01550 (Matr. 1649 A)

- Wo hast du nur die schönen blauen Augen her : Shimmy (Ralph Erwin) Marek Weber und sein Orchester. Parlophon P. 1590-II (Matr. 2-6575), aufgen. Berlin 27. November 1923

- Wo hast du nur die schönen blauen Augen her? Shimmy von Erwin. Streich-Orchester. Stradivari Record G 421-A (Matr. Zw 3345)

c) gepfiffen
- Wo hast du nur die schönen blauen Augen her : Shimmy (Ralph Erwin) Pfeifkünstler Guido Gialdini mit Orchester. Odeon 312.647 (Matr. Be 4047), aufgen. Berlin, 22. Januar 1924

Notenrollen
- Welte Mignon #561-2 Wo hast du nur die schönen blauen Augen her, Lied und Shimmy von Ralph Erwin.[24]

- Philag No. 5116 Tanzrolle (Notenrolle „PHILAG“ der Firma J. D. Philipps, Frankfurt am Main, um 1924): Wo hast du nur die schönen blauen Augen her, Shimmy op. 51 von Ralph Erwin[25]